# Neues Gebäu (Chur)

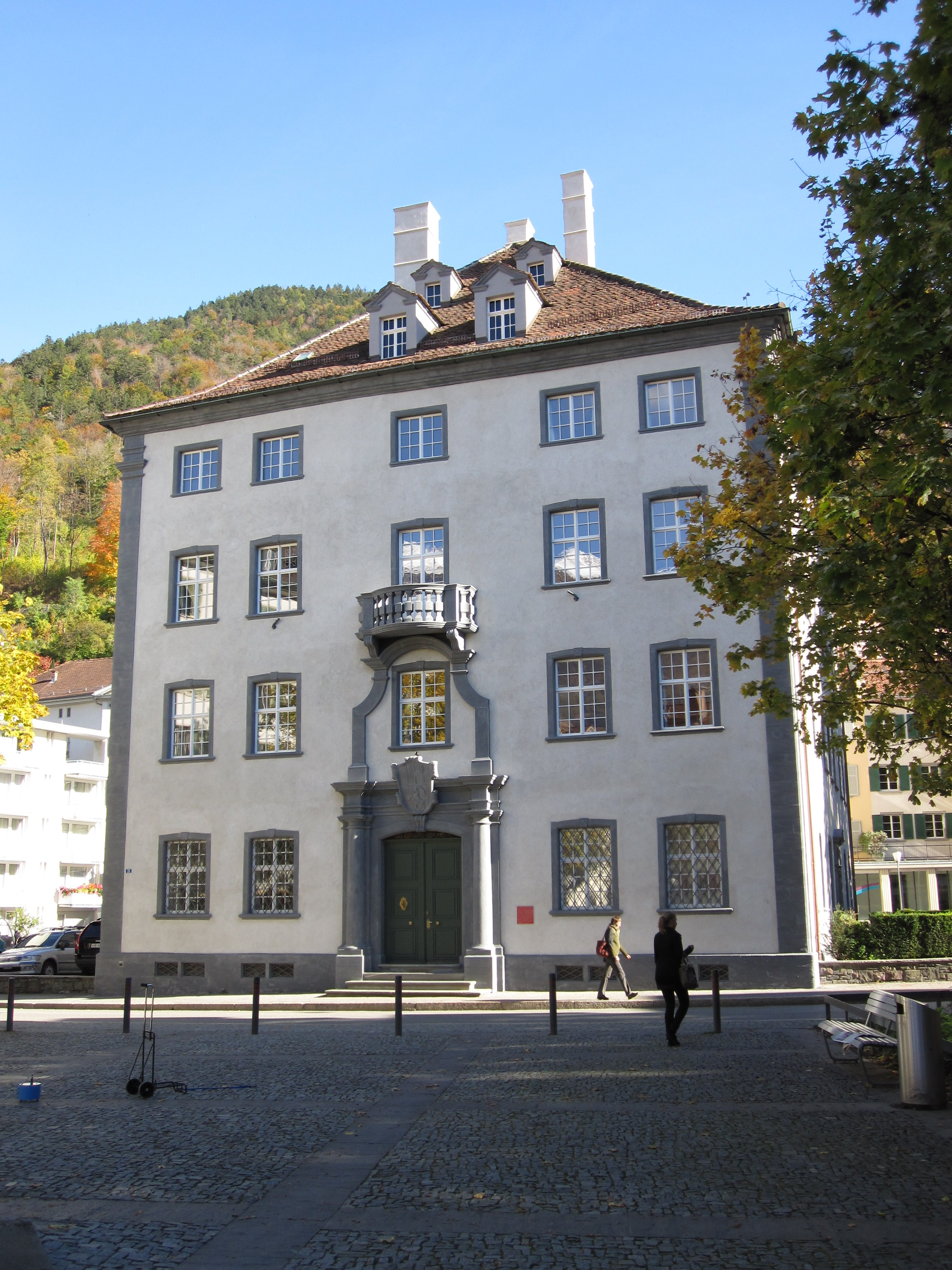
Das Neue Gebäu (oder Graues Haus) in Chur

Das Neue Gebäu (auch geläufig Graues Haus aufgrund der grauen Fassaden) in der Bündner Kantonshauptstadt Chur ist ein denkmalgeschützter Bau im Nordosten der Altstadt in der Reichsgasse 35. Er liegt am Regierungsplatz und wird geführt in der Liste der Kulturgüter von nationaler Bedeutung im Kanton Graubünden.

## Geschichte und Ausstattung
Der Offizier Andreas von Salis-Soglio liess das viergeschossige, walmdachbedeckte Gebäude 1751–52 im Stil eines äusserlich schlichten Barock mit symmetrischen Fassadenfenstern durch den Baumeister Johannes Grubenmann errichten. 
Das Innere zeigt sich als repräsentativer Stadtpalast mit grossteils getäfelten und mit Stuck versehenen Zimmern und einem Prunksaal.  
1807 kaufte der junge Kanton Graubünden den Bau und widmete ihn um zum Tagungsgebäude der Staatsregierung mit Staatskanzlei und Regierungsrat als der kantonalen Exekutive.

## Altes Gebäu
Das Alte Gebäu in der Poststrasse beherbergt u. a. das Kantonsgericht.